# Fußball in Thailand
Der Fußball in Thailand wird organisiert durch die Football Association of Thailand, kurz (FAT). Zurzeit besteht der Fußball in Thailand aus separaten Ligen. Die Thailand Provincial League, welche eine Amateurliga ist, organisiert durch die Sports Authority of Thailand, kurz (SAT), und die Thailand Premier League oder auch Thai League organisiert durch die FAT. Letztere ist eine halbprofessionelle Fußballliga bestehend aus der Thailand Premier League, der Thailand Division 1 und der Thailand Division 2 League.
Auch wenn professioneller Fußball in Thailand sehr neu ist, so wurde der Fußball an sich jedoch bereits 1897 in Thailand eingeführt.
In Thailand kann man sehr viele Fußballspiele live im Fernsehen verfolgen, wobei die englische Premier League hier die meisten Fans und Zuschauer hat. Doch auch die deutsche Fußball-Bundesliga und den DFB-Pokal kann man hier im Fernsehen verfolgen. Jedes Spiel der Fußball-Weltmeisterschaft 2006 wurde im Fernsehen übertragen.
2007 war Thailand neben Indonesien, Vietnam und Malaysia Gastgeber der Fußball-Asienmeisterschaft. Es war das zweite Mal nach 1972, dass Thailand Gastgeber der Asienmeisterschaft war.
Der Zuschauerschnitt in der Thailand Premier League ist sehr niedrig. Dies ist zum einen damit zu begründen, dass die englische Premier League die alles überragende Fußballliga in Thailand ist, und zum anderen, dass die meisten Vereine der Thailand Premier League Vereine von staatlichen oder privaten Institutionen aus Bangkok sind und somit keine Stadt oder Region repräsentieren.

## Geschichte
Fußball wurde 1897 in Thailand eingeführt. 1916 gründete König Vajiravudh (Rama VI.) „The Football Association of Thailand“ oder mit vollem Namen „The Football Association of Thailand under Patronage of His Majesty the King“ (auf Deutsch: Der Fußballverband von Thailand unter der Schirmherrschaft seiner Majestät des Königs). Unter dessen Schirmherrschaft steht der Verband bis heute.
Der thailändische Fußballverband trat 1925 der FIFA und 1957 der AFC bei.
Die thailändische Fußballnationalmannschaft nahm 1956 erstmals an den Olympischen Spielen teil.
Das erste Fußballstadion wurde 1935 errichtet. Es war das Suphachalasai Stadium in Bangkok.
1968 wurde der so genannte King’s Cup das erste Mal ausgetragen. Der King’s Cup ist ein Wettbewerb auf internationaler Ebene, ausgetragen in Thailand. 1970 wurde dann das erste Mal der Queen’s Cup ausgetragen, der nationale Pokalwettbewerb, welcher jedoch aktuellen Angaben zufolge bis auf weiteres nicht mehr ausgetragen werden soll.

## Ligen und Wettbewerbe
Zurzeit gibt es zwei nationale Ligensysteme in Thailand:
- Die Thai League der Football Association of Thailand – die halbprofessionelle Liga bestehend aus 16 Mannschaften. Die meisten der Mannschaften gehören thailändischen Behörden, dem Militär oder großen privaten Firmen an. In den wenigsten Fällen repräsentieren sie eine Stadt oder Region, wie zum Beispiel der FC Chonburi. Es gibt insgesamt sechs Ligen inklusive der Thailand Premier League, Division 1, 2, 3, 4, and 5.
- Die Thailand Provincial League der Sports Authority of Thailand – besteht aus 18 Amateurmannschaften aus verschiedenen Provinzen Thailands.
- King’s Cup – ein jährlich stattfindendes Fußballturnier für Nationalmannschaften ausgetragen in Thailand.
- Queen’s Cup – ein jährlich stattfindender nationaler Pokalwettbewerb.

### Aktuelles Ligasystem
| 1          | Thailand Premier League 16 Vereine | Thailand Premier League 16 Vereine                                                                                     |            |            |
| 2          | Division 1 16 Vereine              | Division 1 16 Vereine                                                                                                  |            |            |
| 3          | Division 2 22 Vereine              | Division 2 22 Vereine                                                                                                  |            |            |
| 4          | Division 3 (Khǒr Royal Cup)        | SAT Championship (Thailand Provincial League) \| Regional 1 \| Regional 2 \| Regional 3 \| Regional 4 \| Regional 5 \| |            |            |
| 5          | Division 4 (Khor Royal Cup)        | SAT Championship (Thailand Provincial League) \| Regional 1 \| Regional 2 \| Regional 3 \| Regional 4 \| Regional 5 \| |            |            |
| 6          | Division 5 (Ngor Royal Cup)        | SAT Championship (Thailand Provincial League) \| Regional 1 \| Regional 2 \| Regional 3 \| Regional 4 \| Regional 5 \| |            |            |
| Regional 1 | Regional 2                         | Regional 3 | Regional 4 | Regional 5 |

### Ligasystem 2006
Trotz zwei separater Ligensysteme in Thailand darf nur der Gewinner und der Zweitplatzierte der Thai league, welche organisiert ist durch die Football Association of Thailand, an der AFC Champions League und dem AFC Cup teilnehmen.
Ab 2005 durften der Meister und der Zweitplatzierte der Pro League in der Thai League spielen. Die vorgeschlagene Fusion zwischen Thai League und Pro League zu einer einzigen Liga, auch unterstützt von der Football Association of Thailand, misslang trotz mehrerer Versuche. 2007 letztendlich gab die (FAT) bekannt, dass die Pro League ein Teil der Thai League wird, jedoch weiter unter dem Dach der Sports Authority of Thailand (SAT) agieren wird.
Das Thailändische Ligen System 2007 nachfolgend als Liste:
| Level | Leagues                            | Leagues                   | Leagues                   | Leagues                   | Leagues                   | Leagues                   |
| ----- | ---------------------------------- | ------------------------- | ------------------------- | ------------------------- | ------------------------- | ------------------------- |
| 1     | Thailand Premier League 16 Vereine |                           |                           |                           |                           |                           |
| 2     | Division 1 16 Vereine              | Pro League 2 (Regional 1) | Pro League 2 (Regional 2) | Pro League 2 (Regional 3) | Pro League 2 (Regional 4) | Pro League 2 (Regional 5) |
| 3     | Division 2 11 Vereine              | Pro League 2 (Regional 1) | Pro League 2 (Regional 2) | Pro League 2 (Regional 3) | Pro League 2 (Regional 4) | Pro League 2 (Regional 5) |
| 4     | Division 3 (Khǒr Royal Cup)        | Pro League 2 (Regional 1) | Pro League 2 (Regional 2) | Pro League 2 (Regional 3) | Pro League 2 (Regional 4) | Pro League 2 (Regional 5) |
| 5     | Division 4 (Khor Royal Cup)        | Pro League 2 (Regional 1) | Pro League 2 (Regional 2) | Pro League 2 (Regional 3) | Pro League 2 (Regional 4) | Pro League 2 (Regional 5) |
| 6     | Division 5 (Ngor Royal Cup)        | Pro League 2 (Regional 1) | Pro League 2 (Regional 2) | Pro League 2 (Regional 3) | Pro League 2 (Regional 4) | Pro League 2 (Regional 5) |

## Spieler
- Datsakorn Thonglao
- Kiatisuk Senamuang („Zico“)
- Piyapong Piew-on
- Sarayoot Chaikamdee
- Seksan Piturat
- Sutee Suksomkit
- Teerathep Winothai (Leesaw)
- Therdsak Chaiman
- Bamrong Boonprom

## Sonstige Wettbewerbe
- Das Chula-Thammasat-Fußballspiel zwischen der Chulalongkorn-Universität und der Thammasat-Universität findet jährlich statt. Es wird immer im Januar im Suphachalasai Stadium ausgetragen. Das erste Mal fand dieses Spiel 1934 statt.
- Das Jaturamitr-Samakkee-Fußballturnier findet aller zwei Jahre zwischen den vier ältesten High Schools Thailands statt, der Suankularb-Wittayalai-Schule, Thepsirin-Schule, Assumption College und Bangkok Christian College. Dieses Turnier wurde das erste Mal 1964 ausgetragen.

## Jugendfußball
Jugendfußball ist sehr populär in Thailand und es gibt verschiedene Wettbewerbe und sehr viele aktive Vereine. Die Bangkok Soccer League ist eine speziell für Jugendmannschaften organisierte Liga. Vor allem für Kinder, welche Internationale Schulen in Bangkok besuchen. Regelmäßig nehmen daran etwa 500 Kinder teil, sowohl Kinder von Thais als auch Expats. Zurzeit werden viele Überlegungen angestellt, wie man den Jugendfußball verbessern kann, um Internationalen Standard zu erreichen. So wird unter anderem gefordert, den thailändischen Jugendfußball in die Thai Premier Clubs zu bringen. Dort sollen dann Trainer mit entsprechenden Fußballtrainer-Lizenzen arbeiten. Diese Liga hat sich 2009 im Vergleich zu den Vorjahren enorm verbessert.